# AnandTech
AnandTech era uma revista online sobre hardware de computador de propriedade da Future plc. Foi fundada em abril de 1997 por Anand Lal Shimpi, então com 14 anos, que foi CEO e editor-chefe até agosto de 2014, com Ryan Smith substituindo-o como editor-chefe. O site era uma fonte de análises de hardware para componentes prontos para uso e benchmarking exaustivo, voltado para entusiastas da construção de computadores, mas depois se expandiu para abranger dispositivos móveis, como smartphones e tablets.
Alguns dos seus artigos sobre produtos de mercado de massa, como telemóveis, foram distribuídos pela CNNMoney. O grande fórum que o acompanha é recomendado por alguns livros para caça de pechinchas no campo da tecnologia. A AnandTech foi adquirida pela Purch em 17 de dezembro de 2014. A Purch foi adquirida pela Future em 2018.
Em 30 de agosto de 2024, a publicação foi encerrada. O conteúdo do site seria preservado, mas nenhum novo artigo ou resenha seria publicado. Os fóruns AnandTech continuariam operando.

## História
Em seus estágios iniciais, Matthew Witheiler foi coproprietário e editor sênior de hardware, criando análises profundas e perspicazes para o site.
Em 2006, um editor do AnandTech lançou um spin-off chamado DailyTech, um site de notícias de tecnologia. A mudança seguiu uma evolução semelhante da seção de notícias da publicação semelhante da AnandTech, Tom's Guide, no TG Daily, alguns meses antes.
Em 17 de dezembro de 2014, Purch anunciou a aquisição da Anandtech.com.
Em 2018, a Anandtech e outras marcas de consumo Purch foram vendidas para a Future.
A equipe editorial também incluiu o editor sênior Ian Cutress (que partiu em fevereiro de 2022), bem como o especialista da Motherboard Gavin Bonshor. Em janeiro de 2023, Gavin Bonshor foi promovido ao cargo de Editor Sênior, substituindo efetivamente o Dr. Ian Cutress, o anterior Editor Sênior.
Em 30 de agosto de 2024, a AnandTech anunciou que havia encerrado a publicação com efeito imediato. O site permanecerá online como um arquivo, enquanto seu fórum comunitário permanecerá operacional.

## Avaliações
Ao descrever o AnandTech em 2008, o autor Paul McFedries escreveu que "seu coração e sua reivindicação à fama é a enorme coleção de análises incrivelmente aprofundadas" Em 2008, o especialista em blogs Bruce C. Brown chamou a AnandTech de um dos "grandes nomes no campo da tecnologia". Em 2005, o especialista em informática Leo Laporte descreveu o AnandTech como um "excelente site de análise e tecnologia para hardware 3D e outros componentes de computador" e disse que é "um dos sites de análise de hardware mais profissionais online".

## Fóruns
AnandTech tem mais de 350.000 usuários registrados e mais de 35 milhões de postagens. Os fóruns AnandTech abrigam equipes de computação distributiva, conhecidas coletivamente como TeAm AnandTech (ou simplesmente The TeAm). O AnandTech contém uma grande variedade de subfóruns, incluindo o ambiente casual do AnandTech Off-Topic (ou ATOT, como os membros o chamam) até o fórum Highly Technical, muito mais técnico. A AnandTech também mantém vários fóruns de comércio eletrônico altamente regulamentados, como Hot Deals e For Sale/For Trade.
Em julho de 2007, o fórum passou por grandes mudanças que os administradores do site declararam como necessárias para promover o crescimento da base de usuários. O filtro de profanidade foi removido (embora o uso de linguagem vulgar seja limitado) e as identidades dos moderadores voluntários tradicionalmente anônimos foram reveladas (exceto dois).